# Brevipalpus edurensis
Brevipalpus edurensis är en spindeldjursart som beskrevs av Thewke och Enns 1971. Brevipalpus edurensis ingår i släktet Brevipalpus och familjen Tenuipalpidae. Inga underarter finns listade.